# Óscar López Águeda
Pour les articles homonymes, voir Óscar López et López.
Óscar López Águeda (/ˈoskaɾ ˈlopɛθ ˈaɣeða/), né le 7 avril 1973 à Madrid, est un homme politique espagnol membre du Parti socialiste ouvrier espagnol (PSOE). Il est ministre de la Transformation numérique et de la Fonction publique depuis 2024.
Il est assistant parlementaire au groupe socialiste du Parlement européen entre 1997 et 2000, puis il devient pendant huit ans coordonnateur du département de l'Organisation du PSOE, sous l'autorité de José Blanco. Il est élu en 2004 député de Ségovie au Congrès des députés et représente son parti dans les débats concernant la radiotélévision publique.
En 2008, il est porté au secrétariat général du Parti socialiste de Castille-et-León-PSOE, ce qui l'amène à se présenter comme chef de file aux élections aux Cortes de Castille-et-León de 2011, au cours desquelles les socialistes perdent quatre députés tandis que le Parti populaire conforte sa majorité absolue. Il devient donc porte-parole de son groupe et chef de l'opposition, des responsabilités qu'il partage avec un mandat de sénateur.
En conclusion du XXXVIIIe congrès du PSOE, le nouveau secrétaire général Alfredo Pérez Rubalcaba le choisit comme secrétaire à l'Organisation et numéro trois de la direction, ce qui le conduit à renoncer à son mandat à la chambre haute des Cortes Generales. Il est remplacé en 2014 par César Luena et retrouve alors les bancs du Sénat, où il est initialement secrétaire général du groupe socialiste. Il renonce alors à son mandat de député en Castille-et-León.
Désigné en 2015 porte-parole du groupe socialiste sénatorial par Pedro Sánchez, il paie l'année suivante son soutien à ce dernier lors de la crise ayant conduit à sa démission, en se voyant relever de son poste de porte-parole sénatorial au profit de Vicente Álvarez Areces par la direction provisoire du PSOE, puis de ses fonctions de porte-parole à la commission parlementaire de l'Éducation. Pour les primaires du XXXIXe congrès du PSOE, il conduit la campagne de Patxi López, qui termine troisième avec moins de 10 % des voix.
Pedro Sánchez ayant accédé au pouvoir en juin 2018, Óscar López est nommé président-directeur général de l'entreprise publique d'hôtellerie Paradores de turismo. Il ordonne la fermeture de l'ensemble des établissements de mars à juin 2020 dans le cadre de la pandémie de Covid-19 et obtient la prolongation du rabais sur la redevance que verse la compagnie à l'Institut du Tourisme, préservant 20 millions d'euros entre 2022 et 2025.
Il est appelé en juillet 2021 par Pedro Sánchez pour devenir son directeur de cabinet dans le cadre d'un important remaniement ministériel. Il est réélu député au Congrès deux ans plus tard mais n'y siège que très peu, ayant été reconduit auprès de Pedro Sánchez. En septembre 2024, Pedro Sánchez l'intègre à son troisième gouvernement comme ministre de la Transformation numérique. Il prend cinq mois plus tard la direction du PSOE de la communauté de Madrid.

## Vie privée
Óscar López Águeda naît le 7 avril 1973 à Madrid. Il passe tous les étés de son enfance à Riaza, dans la province de Ségovie, où ses parents possèdent une résidence secondaire.
Sa famille réunit les deux camps de la guerre d'Espagne : le père de sa mère, originaire de Bercimuel, était garde civil sous le régime franquiste, tandis que la mère de son père avait fui les Asturies pour se réfugier à Melilla après la chute de la Seconde République. Un de ses oncles a été dirigeant du Parti communiste d'Espagne (PCE) et un autre a aidé à fonder l'Union du centre démocratique (UCD).
Il épouse Marta Suárez le 7 juillet 2007 à 19 heures, considérant le chiffre sept comme porte-bonheur. Assistent à la cérémonie le ministre de l'Intérieur Alfredo Pérez Rubalcaba, la secrétaire d'État Leire Pajín ou encore le dirigeant socialiste José Blanco. Ils sont parents de deux filles, nées à Madrid en février 2009 et novembre 2010,.

## Formation et parcours professionnel

### Études
Óscar López est titulaire d'une licence en science politique de l'université complutense de Madrid, avec une double spécialité en études internationales et en administration publique. Il la complète par une année d'études post-grade sur l'économie internationale à l'université de Newcastle upon Tyne.

### Vie professionnelle
Óscar López adhère au Parti socialiste ouvrier espagnol (PSOE) le 4 mars 1996, le lendemain de la défaite du parti de Felipe González aux élections générales anticipées.
Il commence à travailler peu après, comme assistant au groupe socialiste au Congrès des députés. À ce poste, il fait la connaissance de José Blanco. Il rejoint en 1997 le groupe socialiste du Parlement européen où il travaille trois ans, faisant la connaissance de Pedro Sánchez.
À la suite du XXXVe congrès du Parti socialiste, organisé en juillet 2000, José Blanco devient secrétaire à l'Organisation et recrute Óscar López à seulement 27 ans pour occuper le poste de coordonnateur du département dont il a la charge.

## Député de Ségovie
Pour les élections générales du 14 mars 2004, Óscar López est investi en tête de liste dans la circonscription de Ségovie. Au début de la législature, il est désigné par le groupe socialiste porte-parole au sein de la commission bicamérale de contrôle de la Radiotélévision espagnole (RTVE). À l'occasion du XXXVIe congrès socialiste, organisé en juillet suivant, il est promu membre sans responsabilité de la commission exécutive fédérale du PSOE.
Au titre de ses responsabilités parlementaires, il défend en 2006 l'adoption de la loi modifiant le régime juridique de la société de la radiotélévision publique. Il dénonce ainsi lors du vote solennel le 11 mai l'opposition du Parti populaire (PP) à cette réforme, qui supprime la nomination du directeur général par le gouvernement au profit de l'élection d'un président par les Cortes Generales parmi les douze membres du conseil d'administration, eux-mêmes désignés par les deux chambres à la majorité des deux tiers, limite le recours à l'endettement et crée une société anonyme à capitaux intégralement publics comptant deux filiales, une pour la télévision et l'autre pour la radio.
Il est de nouveau investi en janvier 2008 tête de liste dans la province de Ségovie pour les élections générales du 9 mars suivant, alors que le PSOE cherche à conforter la présence de ses jeunes cadres au sein du groupe parlementaire. Réélu au Congrès des députés, il est confirmé dans ses fonctions de porte-parole à la commission du service public télévisuel. Il soutient ainsi l'année suivante le projet de loi relatif au financement de la RTVE, qui prévoit notamment de supprimer la présence de la publicité sur les ondes.

## Chef des socialistes de Castille-et-León

### Secrétaire général du PSCyL-PSOE
À la suite des élections générales, le nom d'Óscar López est évoqué au sein des instances dirigeantes du PSOE pour prendre le poste de secrétaire général du Parti socialiste de Castille-et-León-PSOE (PSCyL-PSOE) — le titulaire Ángel Villalba (es) ayant fait savoir après les élections parlementaires de 2007 qu'il n'avait pas l'intention de se représenter — en dépit de sa faible présence au sein de cette fédération régionale et du fait qu'il ne siège pas aux Cortes de Castille-et-León. Il confirme publiquement le 18 avril 2008 son intention d'être candidat lors du prochain congrès, affirmant bénéficier du soutien du président du gouvernement et secrétaire général du PSOE José Luis Rodríguez Zapatero. Il n'est pas reconduit à la commission exécutive fédérale élue par le XXXVIIe congrès du PSOE, le 6 juillet 2008.
Il est effectivement élu secrétaire général du PSCyL-PSOE le 20 septembre suivant par le XIe congrès régional, recueillant 96,36 % des voix des délégués présents, après que la secrétaire fédérale à l'Organisation Leire Pajín lui a apporté le soutien de la direction nationale du parti dans son discours d'ouverture. Il fait élire le lendemain une nouvelle commission exécutive avec le soutien de 92,56 % des délégués, qui compte 14 secrétaires, 20 membres sans responsabilité exécutive, voit la disparition du poste honorifique de président occupé par Tomás Rodríguez Bolaños (es) et la nomination de la secrétaire d'État Amparo Valcarce en qualité de vice-secrétaire générale et celle de Pedro Muñoz comme secrétaire à l'Organisation.

### Candidat à la présidence de la Junte
Il fait connaître le 22 avril 2010 sa volonté d'être candidat du Parti socialiste à la présidence de la Junte de Castille-et-León lors des élections parlementaires du 22 mai 2011. Le 6 septembre suivant, le secrétaire à l'Organisation Pedro Muñoz annonce que la commission exécutive régionale lui apporte son soutien à l'unanimité.
Il fait adopter le 27 février 2011 par le comité électoral ses listes de candidats dans les neuf circonscriptions de la communauté autonome, lui-même occupant la première place dans celle de Ségovie tandis que quatre femmes sont positionnées en tête de liste. Il procède à cette occasion à un fort renouvellement, puisque seulement 11 des 33 députés sortants sont de nouveau candidats. Il formule six semaines plus tard un programme de 43 propositions centrées sur l'insertion professionnelle, l'aménagement du territoire, la lutte contre l'exode rural, l'accès à la santé et aux services publics, et s'engage à réduire de douze à sept le nombre de départements exécutifs du gouvernement territorial.
Le jour du scrutin, le Parti socialiste et Óscar López enregistrent une nette défaite : le Parti populaire de Castille-et-León est reconduit au pouvoir pour la cinquième fois, offrant sa troisième victoire de rang au président de la Junte Juan Vicente Herrera, mais avec 53 députés, il surpasse le record établi par Juan José Lucas en 1995 avec 50 sièges, tandis que les socialistes perdent quatre élus et comptent désormais 29 parlementaires avec 28,9 % des suffrages exprimés. Le 12 juin, il s'accorde avec les secrétaires généraux provinciaux du parti pour constituer la direction du groupe parlementaire, dont lui-même sera porte-parole en remplacement d'Ana Redondo, qui prend les fonctions de porte-parole adjointe. Ayant démissionné du Congrès des députés le 13 juin afin de pouvoir siéger aux Cortes, au profit de l'élue municipale de Ségovie Clara Luquero, il donne la réplique à Juan Vicente Herrera lors du débat d'investiture de ce dernier, le 23 juin dans l'hémicycle du parlement de la communauté autonome.
Lors de la séance du 13 juillet suivant, il est élu sénateur par ses pairs, aux côtés des candidats du Parti populaire, l'ancien président de la Junte Juan José Lucas et l'ancienne vice-présidente María Jesús Ruiz (es), tous trois bénéficiant de 79 voix favorables sur 81 votants. Ils sont assermentés le jour même au palais du Sénat à Madrid. En réponse aux critiques du porte-parole du groupe populaire Carlos Fernández Carriedo (es) quant à son cumul de mandats et fonctions, Óscar López indique qu'il renoncera à son indemnité de député territorial pour ne percevoir que celle de sénateur, confirmant par ailleurs son intention de rester chef de l'opposition et de se représenter aux élections de 2015.

## Cadre national du PSOE

### Secrétaire à l'Organisation

#### Proche d'Alfredo Pérez Rubalcaba
Óscar López est désigné le 8 août 2011 coordonnateur de la conférence politique du Parti socialiste ouvrier espagnol, convoquée du 30 septembre au 2 octobre à Madrid et qui doit poser les bases du programme électoral pour les élections générales anticipées du 20 novembre. Le rapport de la conférence sera rédigé sous la coordination de Cristina Narbona, le programme électoral élaboré par Jesús Caldera et la campagne électorale dirigée par Elena Valenciano. La conférence, clôturée par un discours du chef de file électoral du parti Alfredo Pérez Rubalcaba, marque un virage à gauche des positions politiques du PSOE et une réaffirmation de l'attachement aux valeurs de la social-démocratie face aux conséquences de la crise économique.

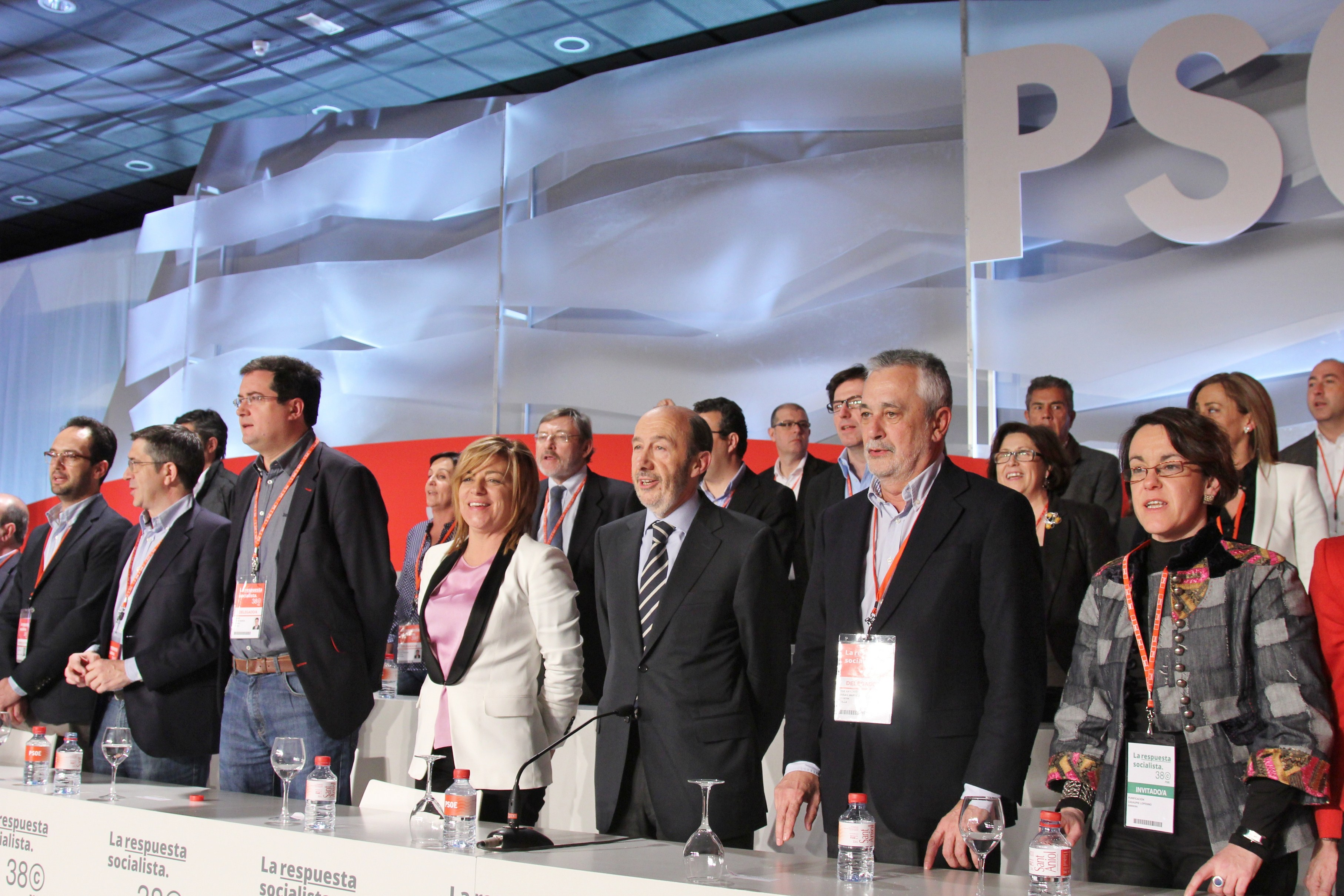
Óscar López est nommé secrétaire à l'Organisation de la commission exécutive du PSOE en 2012.

Pour le XXXVIIIe congrès fédéral du Parti socialiste ouvrier espagnol, il apporte son soutien à Alfredo Pérez Rubalcaba dans la course au secrétariat général, face à l'ancienne ministre de la Défense Carme Chacón. Après l'élection du premier, Óscar López est choisi pour occuper le poste stratégique de secrétaire à l'Organisation en remplacement de Marcelino Iglesias, se situant à la troisième place dans l'ordre hiérarchique après Rubalcaba et sa vice-secrétaire générale Elena Valenciano au sein de la commission exécutive fédérale, élue avec 80 % des voix des délégués,.
Après avoir consulté les neuf secrétaires généraux provinciaux du PSOE de Castille-et-León, il fait savoir le 13 février qu'il compte renoncer à son mandat de sénateur et qu'il n'a pas l'intention de postuler pour un nouveau mandat au secrétariat général, précisant que la candidature aux élections de 2015 sera décidée par le parti en temps voulu et qu'il conserve ses responsabilités de porte-parole parlementaire et chef de l'opposition territoriale. Il démissionne effectivement de la chambre haute des Cortes Generales le 20 février où il est remplacé par le conseiller municipal de León et porte-parole socialiste à la députation provinciale Ibán García,. Lors du XIIe congrès du PSCyL-PSOE le 14 avril 2012, il obtient l'approbation de son rapport de gestion par 75 % des voix, puis voit le député de Palencia Julio Villarrubia (es) lui succéder au secrétariat du parti.

#### Polémiques
Óscar López propose sa démission treize mois après sa prise de fonction au secrétariat à l'Organisation, le 11 mars 2013, mais celle-ci est refusée par Alfredo Pérez Rubalcaba, entendant par la même assumer la responsabilité du fiasco du vote d'une motion de censure au conseil municipal de Ponferrada. Celle-ci a dans un premier temps permis l'investiture d'un maire socialiste grâce au soutien d'un ancien premier édile de droite condamné pour harcèlement sexuel sur une ex-élue, mais le nouveau maire finalement quitte le Parti socialiste avec son groupe sous la pression du secrétaire général. Ce dernier n'était pas au courant des détails de l'opération, tandis qu'Óscar López passait outre l'opposition exprimée par Elena Valenciano. Pour éteindre la polémique, la direction du PSOE est réorganisée le 22 mars avec un renforcement des responsabilités confiées à la vice-secrétaire générale, tandis que le secrétaire à l'Organisation se trouve limité à la seule organisation interne.
Le 30 mai 2014, il provoque la chute de Julio Villarrubia en organisant la démission de 25 membres sur 48 de la commission exécutive régionale du Parti des socialistes de Castille-et-León-PSOE, dont lui-même. Ce mouvement, coordonné avec cinq secrétaires généraux provinciaux avec qui il est contact depuis plusieurs mois, est la conclusion de deux ans de désaccords et de divergences entre le porte-parole parlementaire et le secrétaire général régional. Il conduit à la formation d'une direction provisoire sous l'autorité de Jesús Quijano et la convocation d'un congrès extraordinaire où il est perçu comme un potentiel candidat à la direction du PSOE régional.

#### Organisateur du congrès de 2014
À la suite de la déroute enregistrée par la liste du Parti socialiste aux élections européennes du 25 mai 2014, Alfredo Pérez Rubalcaba convoque un congrès extraordinaire auquel il ne sera pas candidat. Óscar López pilote l'organisation du conclave sans prendre publiquement et formellement parti pour un candidat au poste de secrétaire général, bien qu'il soutienne Eduardo Madina, une neutralité saluée par les trois postulants. C'est lui qui annonce le 13 juillet la victoire de Pedro Sánchez aux primaires face à Eduardo Madina et José Antonio Pérez Tapias avec 49 % des voix et un taux de participation de 66 %, qu'il qualifie de « très élevé ».

### Dirigeant du groupe sénatorial
Le congrès extraordinaire qui consacre Pedro Sánchez au secrétariat général du Parti socialiste voit César Luena prendre les fonctions de secrétaire à l'Organisation tandis qu'Óscar López est élu membre du comité fédéral.
Il est également pressenti pour intégrer la direction du groupe socialiste au Sénat, ce qui requiert qu'il soit de nouveau élu sénateur par les Cortes de Castille-et-León. Ayant finalement renoncé à son idée de reprendre la direction du PSCyL-PSOE en raison des fortes divisions que ses désaccords avec Julio Villarubia ont généré, il est réélu au Sénat le 10 septembre par 27 voix favorables au second tour de scrutin — après en avoir recueilli 28 au premier, où la majorité absolue des 83 députés était requise — à la suite de la démission d'Ibán García. Il échoue ainsi à faire le plein de voix au sein de son groupe, qui compte 29 élus.
Il avait été désigné deux jours plus tôt par la direction du parti comme futur secrétaire général du groupe sénatorial, le poste de porte-parole pour lequel il était pressenti étant confié à María Chivite. Il remet deux jours plus tard sa démission de son mandat de député de Ségovie, qui revient au suivant sur la liste, l'ancien maire de Cuéllar Octavio Cantalejo (es). Ana Redondo, à qui il avait succédé en 2011, le remplace comme porte-parole parlementaire environ un mois plus tard. Lors du congrès régional extraordinaire le 18 octobre, il est sifflé et hué en séance plénière lorsque le président de séance salue son travail comme sénateur.
Dans la perspective des élections à l'Assemblée de Madrid du 24 mai 2015, Pedro Sánchez le désigne le 18 mars pour diriger la campagne du candidat du Parti socialiste, Ángel Gabilondo. Le scrutin se solde par la victoire sur le fil du centre droit avec 65 sièges sur 129, tandis que le PSOE fait élire 37 députés et reste la deuxième force de l'Assemblée. Après que María Chivite a été élue députée au Parlement foral de Navarre, la commission exécutive fédérale nomme le 22 juin Óscar López nouveau porte-parole du groupe sénatorial, lui confiant le rôle d'interroger le président du gouvernement Mariano Rajoy lors des séances de questions d'actualité. Il est réélu sénateur un mois plus tard par les Cortes de Castille-et-León aux côtés de Juan José Lucas et Mar Angulo, du Parti populaire, tous trois recevant 67 suffrages en leur faveur.

### Soutien de Pedro Sánchez puis Patxi López
Óscar López participe systématiquement à l'organisation de la campagne électorale de Pedro Sánchez et du Parti socialiste lors des élections générales du 20 décembre 2015 et du 26 juin 2016 : il est membre du comité stratégique et coordonnateur de la préparation aux débats télévisés lors de la première, puis vice-coordonnateur du comité de campagne et responsable de la stratégie et de la communication sous l'autorité de César Luena au cours de la seconde. Lors du comité fédéral houleux du 1er octobre 2016, il reste fidèle à Pedro Sánchez tout en cherchant sans succès une solution négociée entre les partisans et opposants au secrétaire général, qui finit par démissionner après avoir été mis en minorité de jure sur sa volonté de convoquer le 39e congrès du parti et de facto sur son opposition à favoriser le maintien au pouvoir de Mariano Rajoy en l'absence de majorité claire au Congrès des députés.
À peine dix jours plus tard, la direction provisoire mise en place par le comité fédéral remanie la direction des groupes parlementaires et remplace Óscar López par l'ancien président des Asturies Vicente Álvarez Areces. Selon le porte-parole du parti Mario Jiménez, cette décision résulte d'un commun accord conclu lors d'une discussion entre eux deux. Devenu porte-parole à la commission de l'Éducation en remplacement de Vicente Álvarez Areces, il est finalement relevé de cette responsabilité cinq semaines plus tard, le 18 novembre, dans un mouvement plus large de « purge » des soutiens de Pedro Sánchez de leurs fonctions de représentation parlementaire du Parti socialiste, telles les députées Susana Sumelzo, Zaida Cantera, Sofía Hernanz, Rocío de Frutos, Adriana Lastra, María Luisa Carcedo et Meritxell Batet. Au cours du comité fédéral réuni le 24 octobre pour définir la position du groupe au Congrès des députés lors du vote d'investiture de Mariano Rajoy, il défend l'opposition — à l'instar de Miquel Iceta, Patxi López, Josep Borrell ou Francina Armengol — mais c'est l'abstention qui obtient le soutien des dirigeants du PSOE.
Alors que le Parti socialiste prépare les primaires de son XXXIXe congrès fédéral, Óscar López rejoint l'équipe de campagne de Patxi López pour l'élection au secrétariat général, aux côtés notamment de César Luena. Occupant les fonctions de coordonnateur de la campagne, le sénateur de Castille-et-León s'est rapproché de l'ancien président du Congrès des députés en raison de leur déception et frustration commune face à la situation de blocage issue de l'accession de Pedro Sánchez à la direction du parti. Le scrutin se solde finalement par la réélection de Pedro Sánchez avec 50,2 % des voix, tandis que Patxi López termine troisième avec 9,9 %.
Bien qu'il ne fasse plus partie du cercle rapproché du secrétaire général, il est rappelé pour des responsabilités au sein du groupe sénatorial par le nouveau porte-parole Ander Gil, qui lui confie en juin 2017 les fonctions de porte-parole à la commission des Affaires étrangères et porte-parole adjoint à la commission des Affaires de l'Amérique latine mais se voit remplacé un mois plus tard par Susana Sumelzo, soutien du nouveau secrétaire général, à la vice-présidence de la commission bicamérale de contrôle du service public audiovisuel. Après la mise en œuvre de l'article 155 de la Constitution pour suspendre les institutions de la généralité de Catalogne, il fait partie des six sénateurs désignés en octobre 2017 par son groupe parlementaire pour participer aux travaux de la commission d'études des mesures adoptées dans ce cadre.

## PDG de Paradores

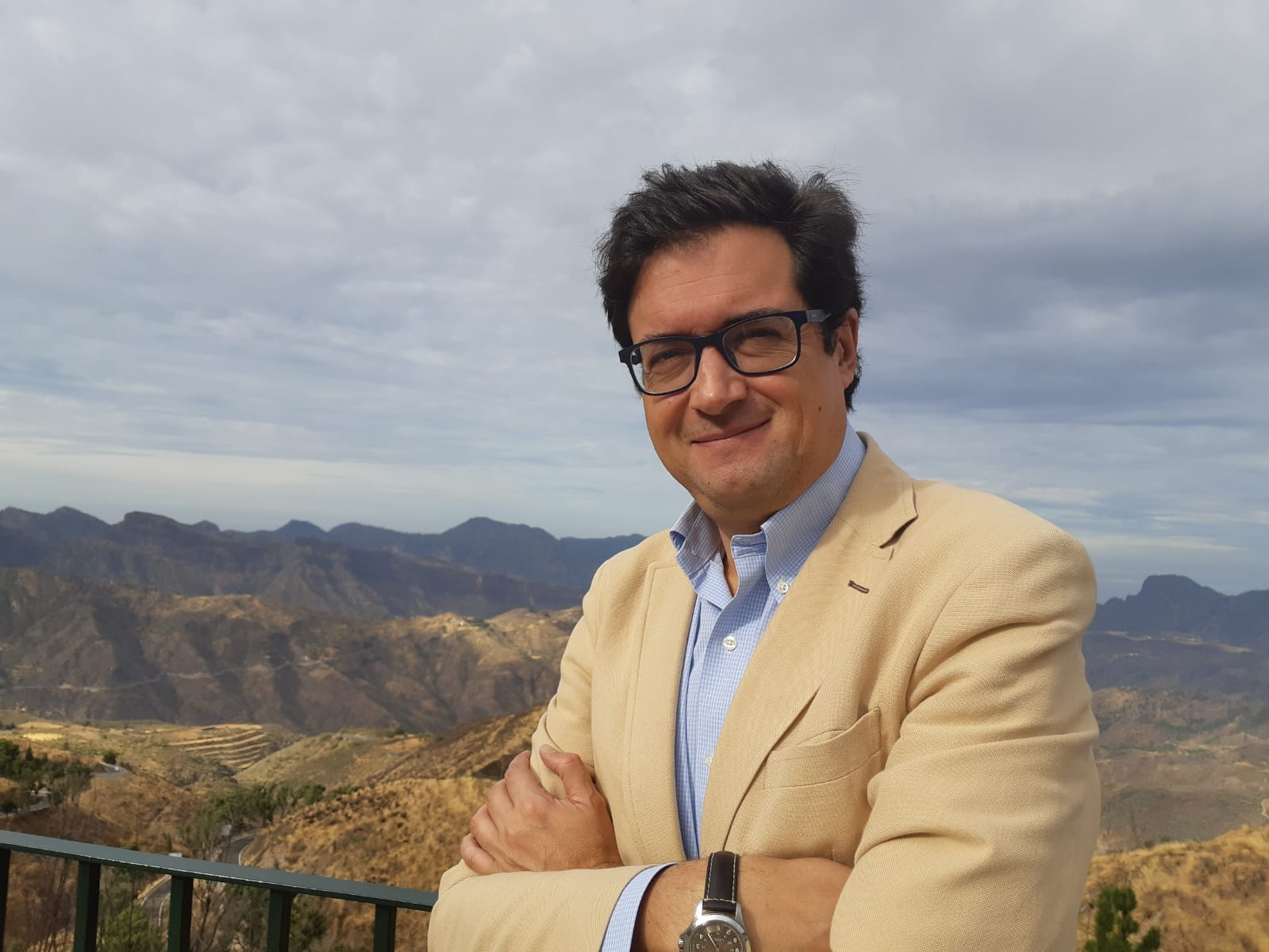
Entre juillet 2018 et juillet 2021, Óscar López est PDG de l'entreprise publique Paradores.

Pedro Sánchez accède au pouvoir le 1er juin 2018 et son équipe cherche à installer les anciens cadres du parti dans différentes institutions et entreprises publiques afin de libérer des postes à responsabilité immédiatement ou des places éligibles pour les prochaines élections législatives et sénatoriales. Le gouvernement propose ainsi de nommer Óscar López à la tête de l'entreprise publique d'hôtellerie Paradores de turismo, poste où sa prédécesseure percevait une rétribution de 180 000 euros bruts annuels. Il est formellement élu président-directeur général le 25 juillet par le conseil d'administration de l'entreprise. Il démissionne en conséquence du Sénat, où il est remplacé en décembre 2018 par le porte-parole du groupe socialiste au conseil municipal de Zamora Antidio Fagúndez.
Le 17 mars 2020, à la suite de la proclamation de l'état d'alerte pour faire face à la pandémie de Covid-19, il annonce que l'intégralité des établissements hôteliers dont il a la charge seront fermés tant que durera cet état d'exception, et qu'ils sont mis à disposition des autorités pour affronter cette situation de crise. Il fait savoir le 25 juin suivant que l'intégralité des 98 paradores a rouvert ce jour même, avec un protocole sanitaire renforcé. Il révèle au même moment avoir renégocié avec le gouvernement la redevance que Paradores de turismo verse à Turespaña pour la gestion et l'exploitation des établissements dont ce dernier est propriétaire, en repoussant de trois ans le triplement du montant fixe de cette redevance, ce qui permet une économie de vingt millions d'euros sur trois ans pour les comptes de l'entreprise. L'entreprise termine sa saison estivale 2020 avec un taux d'occupation de 77 %, qu'Óscar López présente comme un record par rapport à la moyenne des dix années précédentes, soulignant que l'entreprise n'a pas pu recourir au dispositif de chômage partiel mais n'a pas non plus procédé à des licenciements. Au mois de décembre, la direction générale du Patrimoine de l'État — actionnaire unique de Paradores — injecte 30 millions d'euros au capital de l'entreprise afin de combler la dégradation des comptes induite par cette politique de gestion des ressources humaines.

## Directeur de cabinet de Pedro Sánchez
Le 10 juillet 2021, Pedro Sánchez annonce un important remaniement ministériel et précise à cette occasion qu'Óscar López deviendra son directeur de cabinet à la présidence du gouvernement en remplacement d'Iván Redondo. Sa nomination, associée à celle du secrétaire général de la présidence Félix Bolaños comme ministre de la Présidence et avec qui il coordonnera tout le travail de l'exécutif, marque le retour du Parti socialiste au cœur de l'appareil d'État, Iván Redondo étant critiqué en interne pour avoir longtemps travaillé avec la droite.
Le choix de l'ancien secrétaire à l'Organisation suscite l'euphorie parmi les cadres dirigeants du PSOE et marque la réconciliation entre la direction du parti et la présidence du gouvernement, alors que les tensions entre la rue de Ferraz et le palais de la Moncloa n'étaient jamais vraiment retombées depuis la séquence ayant conduit à la répétition des élections générales du 10 novembre 2019. Il propose trois jours plus tard de nommer Francisco Martín Aguirre au poste de secrétaire général, obtenant la validation immédiate de Félix Bolaños, ce qui souligne le retour d'une bonne entente entre le cabinet du président et le ministère de la Présidence, alors que la relation entre Iván Redondo et Carmen Calvo étaient au contraire source de tensions et de conflits. Dix jours après sa nomination, le secrétaire d'État aux Transports Pedro Saura est retenu pour lui succéder comme président-directeur général de Paradores.
Pour les élections générales anticipées du 23 juillet 2023, il est investi en 7e position sur la liste du PSOE, conduite par Pedro Sánchez, dans la circonscription de Madrid. Il est ainsi réélu au Congrès, 12 ans après avoir quitté l'hémicycle, son retour coïncidant avec celui d'autres vétérans de l'assemblée comme les socialistes Cristina Narbona et Antonio Hernando, ou les conservateurs Esteban González Pons, Rafael Hernando et Carlos Floriano. Selon des rumeurs relayées par le média Vozpópuli, il est pressenti à la suite de ce scrutin comme futur porte-parole du groupe socialiste, en remplacement de Patxi López et dans l'optique d'un maintien au pouvoir de Pedro Sánchez.
Lors du premier Conseil des ministres du gouvernement Sánchez III, le 22 novembre 2023, il est cependant reconduit comme directeur de cabinet de Pedro Sánchez. Il démissionne une semaine plus tard du Congrès des députés.
À la suite de sa nomination comme ministre, il est remplacé par Diego Rubio, secrétaire général des Politiques publiques du cabinet de la Moncloa.

## Ministre de la Transformation numérique

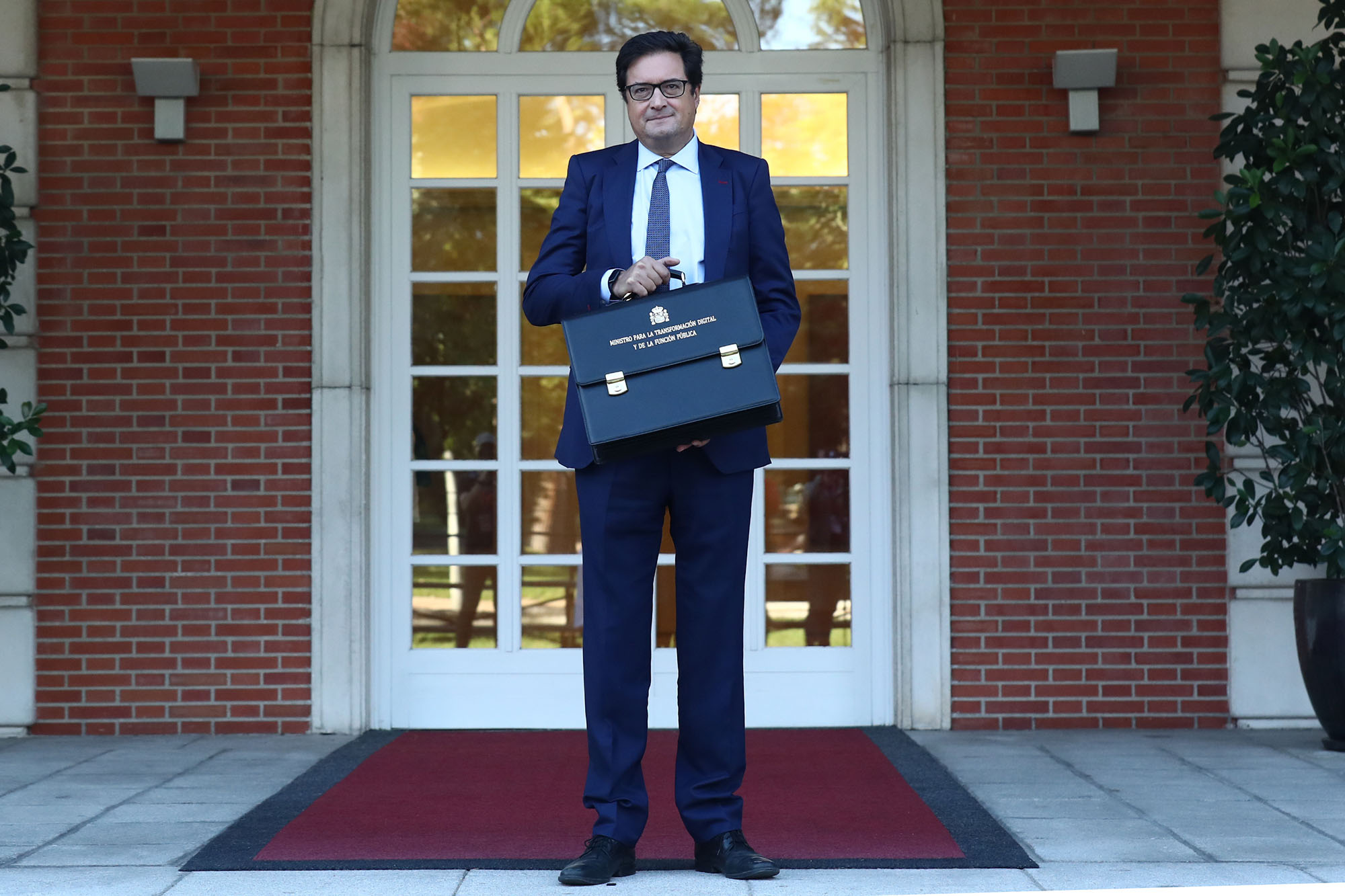
Óscar López devient ministre de la Transformation numérique en septembre 2024.

Pedro Sánchez annonce le 4 septembre 2024 qu'il nomme Óscar López ministre de la Transformation numérique et de la Fonction publique en remplacement de José Luis Escrivá, désigné gouverneur de la Banque d'Espagne. Selon ElDiario.es, son parcours aurait dû lui garantir une place au Conseil des ministres dès l'arrivée de Sánchez au pouvoir en 2018, mais leur rupture en 2017 avait éloigné cette perspective. Quelques heures après la publication du décret actant sa nomination au Bulletin officiel de l'État (BOE) le 6 septembre, il prête serment au palais de la Zarzuela devant le roi Felipe VI en présence de Pedro Sánchez, du ministre de la Justice Félix Bolaños et du président du Tribunal constitutionnel Cándido Conde-Pumpido, puis procède à la passation de pouvoir avec Escrivá au siège du ministère.
Le journal ElDiario.es indique le 23 septembre suivant qu'Óscar López a l'intention de remanier l'équipe des hauts responsables de son ministère, en nommant son ancien adjoint à la Moncloa Antonio Hernando secrétaire d'État aux Télécommunications et en déplaçant la titulaire de ce poste, María González Veracruz, au poste de secrétaire d'État à la Numérisation. Ces changements sont ratifiés dès le lendemain, à l'occasion de la réunion hebdomadaire du Conseil des ministres.

## Secrétaire général du PSOE-M
Le nom d'Óscar López est cité le 15 novembre 2024 par le journal en ligne ElDiario.es comme potentiel candidat soutenu par Pedro Sánchez pour secrétariat général du Parti socialiste ouvrier espagnol de la communauté de Madrid (PSOE-M) afin de succéder à Juan Lobato (es), dont le style d'opposition à Isabel Díaz Ayuso est critiqué par la direction nationale. À la suite de la démission de Lobato et bénéficiant du soutien des secrétaires généraux de plusieurs sections de la ville et de l'agglomération madrilènes, il annonce officiellement sa candidature le 5 décembre. Faute de concurrent, il est proclamé secrétaire général élu le 7 décembre par la commission d'éthique et de garantie, la ratification devant intervenir lors du congrès régional convoqué les 1er et 2 février 2025.
Le 30 janvier suivant, il dévoile qu'il compte proposer la présidence — honorifique — de la commission exécutive régionale du PSOE-M à Paquita Sauquillo, avocate en droit du travail, fondatrice du Mouvement pour la paix et ancienne élue régionale et européenne. Selon le journal El País, ce choix s'inscrit dans la stratégie d'Óscar López de porter un discours clairement marqué à gauche afin de remobiliser la ceinture rouge de Madrid lors des prochaines élections régionales. La liste qu'il propose pour la commission exécutive est ratifiée le 2 février par 461 voix pour, 88 abstentions et quatre nuls, 68 délégués n'ayant pas pris part au vote, soit 83,37 % de votes favorables. Il désigne le lendemain la députée Mar Espinar comme porte-parole du groupe parlementaire à l'Assemblée de Madrid en remplacement de Jesús Celada, qui assumait cette fonction depuis la démission de Juan Lobato.